# Bezirk Münchwilen
Münchwilen ist ein Bezirk im Kanton Thurgau. Hauptort ist Münchwilen. Der traditionelle Landschaftsname ist Hinterthurgau, im Volksmund heisst die Region auch Tannzapfenland. Als Wirtschaftsregion wurde sie von 2009 bis 2016 als Südthurgau vermarktet.
Von 1798 bis 1871 war Tägerschen Bezirkshauptort.

## Politische Gemeinden
Zum Bezirk gehören folgende 13 Gemeinden:

(Stand: 1. Januar 2011)
| Wappen     | Name der Gemeinde    | Einwohner (31. Dezember 2023) | Fläche in km² | Einw. pro km² |
| ---------- | -------------------- | ----------------------------- | ------------- | ------------- |
| Wappen     | Aadorf               | 9485                          | 19,94         | 476           |
| Wappen     | Bettwiesen           | 1324                          | 3,85          | 344           |
| Wappen     | Bichelsee-Balterswil | 3044                          | 12,26         | 248           |
| Wappen     | Braunau              | 861                           | 9,17          | 94            |
| Wappen     | Eschlikon            | 4901                          | 6,22          | 788           |
| Wappen     | Fischingen           | 2977                          | 30,58         | 97            |
| Wappen     | Lommis               | 1274                          | 8,61          | 148           |
| Wappen     | Münchwilen           | 5908                          | 7,81          | 756           |
| Wappen     | Rickenbach           | 3072                          | 1,58          | 1944          |
| Wappen     | Sirnach              | 8133                          | 12,38         | 657           |
| Wappen     | Tobel-Tägerschen     | 1639                          | 7,11          | 231           |
| Wappen     | Wängi                | 4956                          | 16,43         | 302           |
| Wappen     | Wilen                | 2525                          | 2,25          | 1122          |
| Total (13) | Total (13)           | 50'099                        | 138,19        | 363           |

## Veränderungen im Gemeindebestand

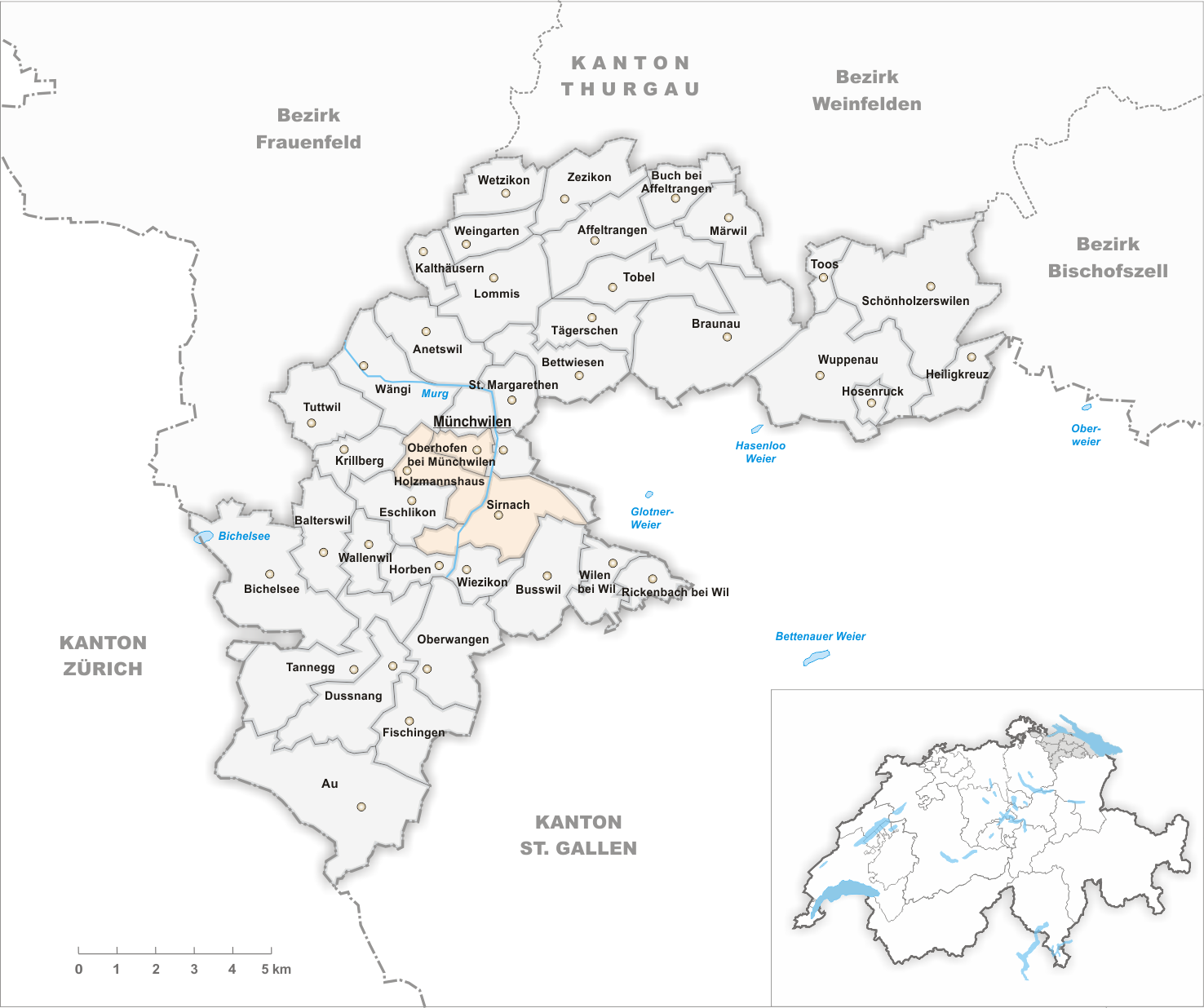
Gemeinden bis 1870
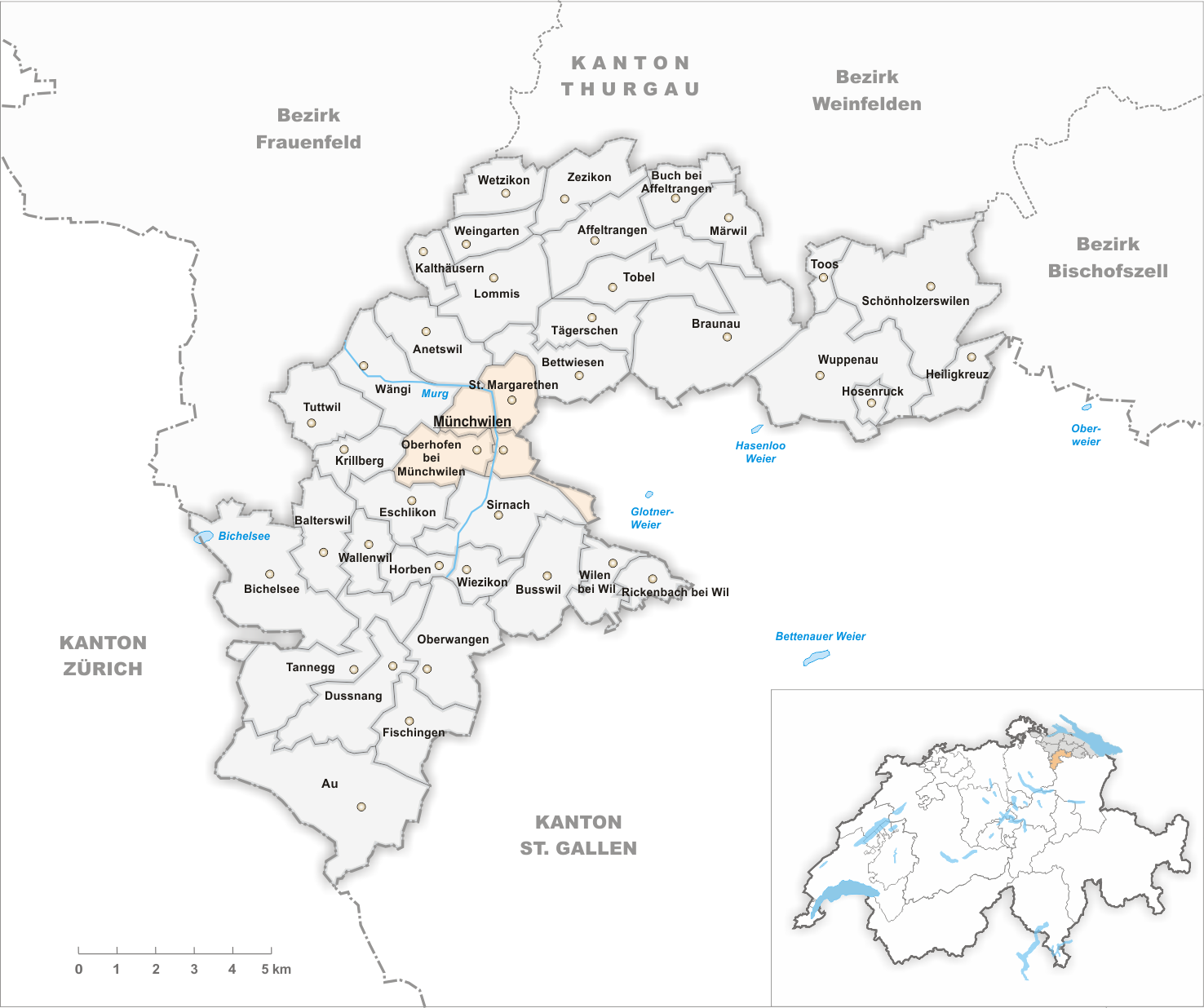
Gemeinden bis 1949
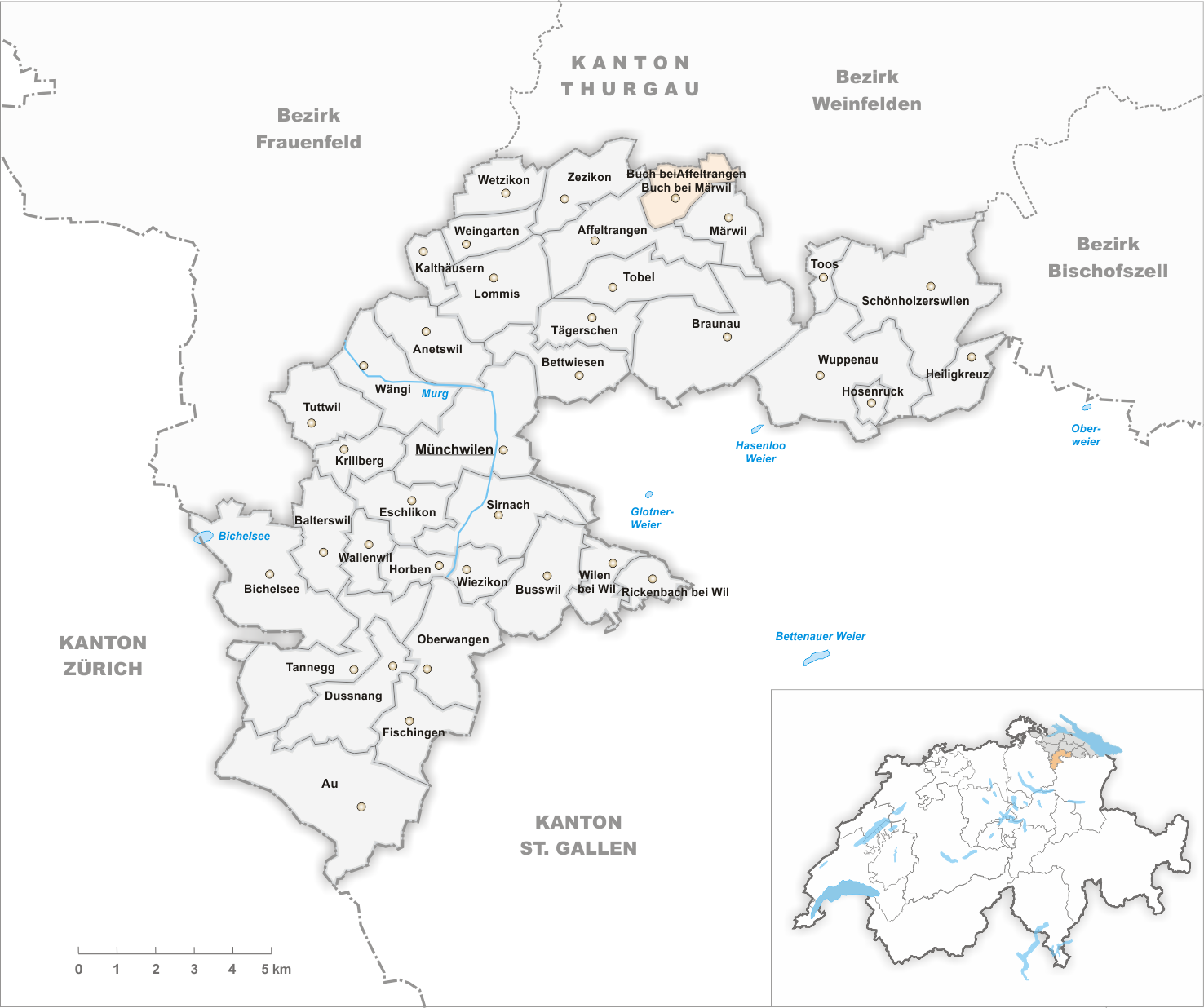
Gemeinden bis 1952
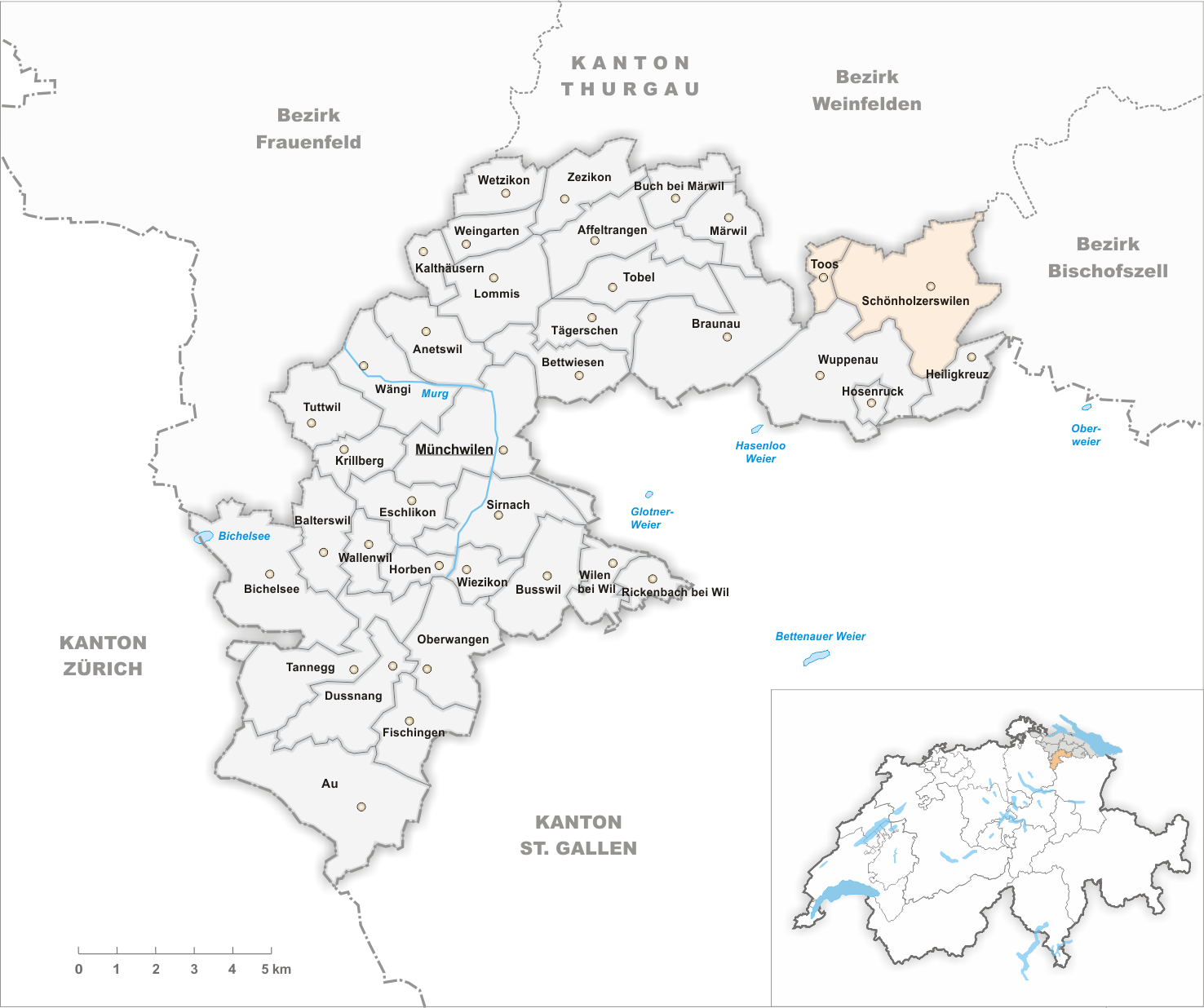
Gemeinden bis 1963
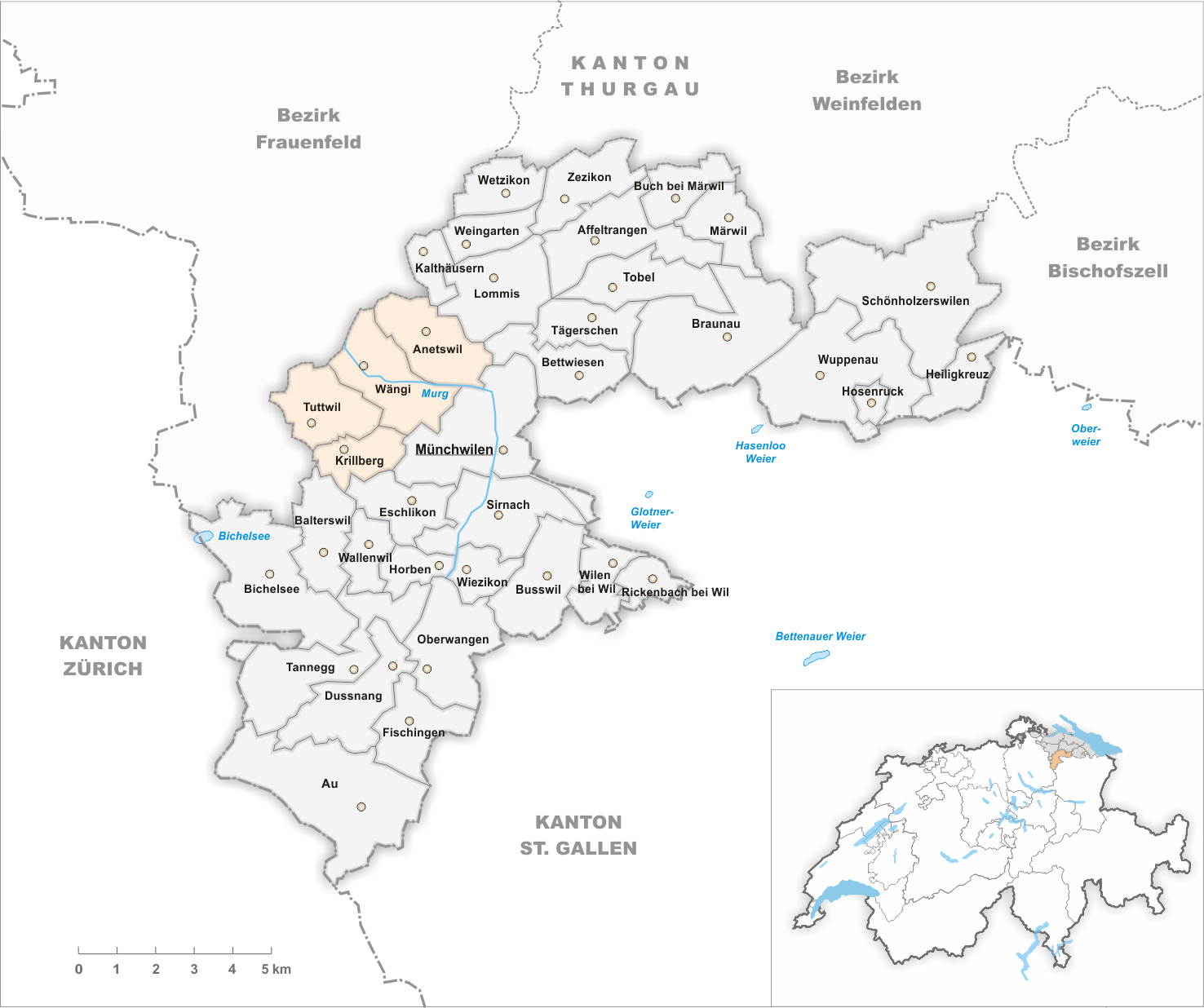
Gemeinden bis 1968
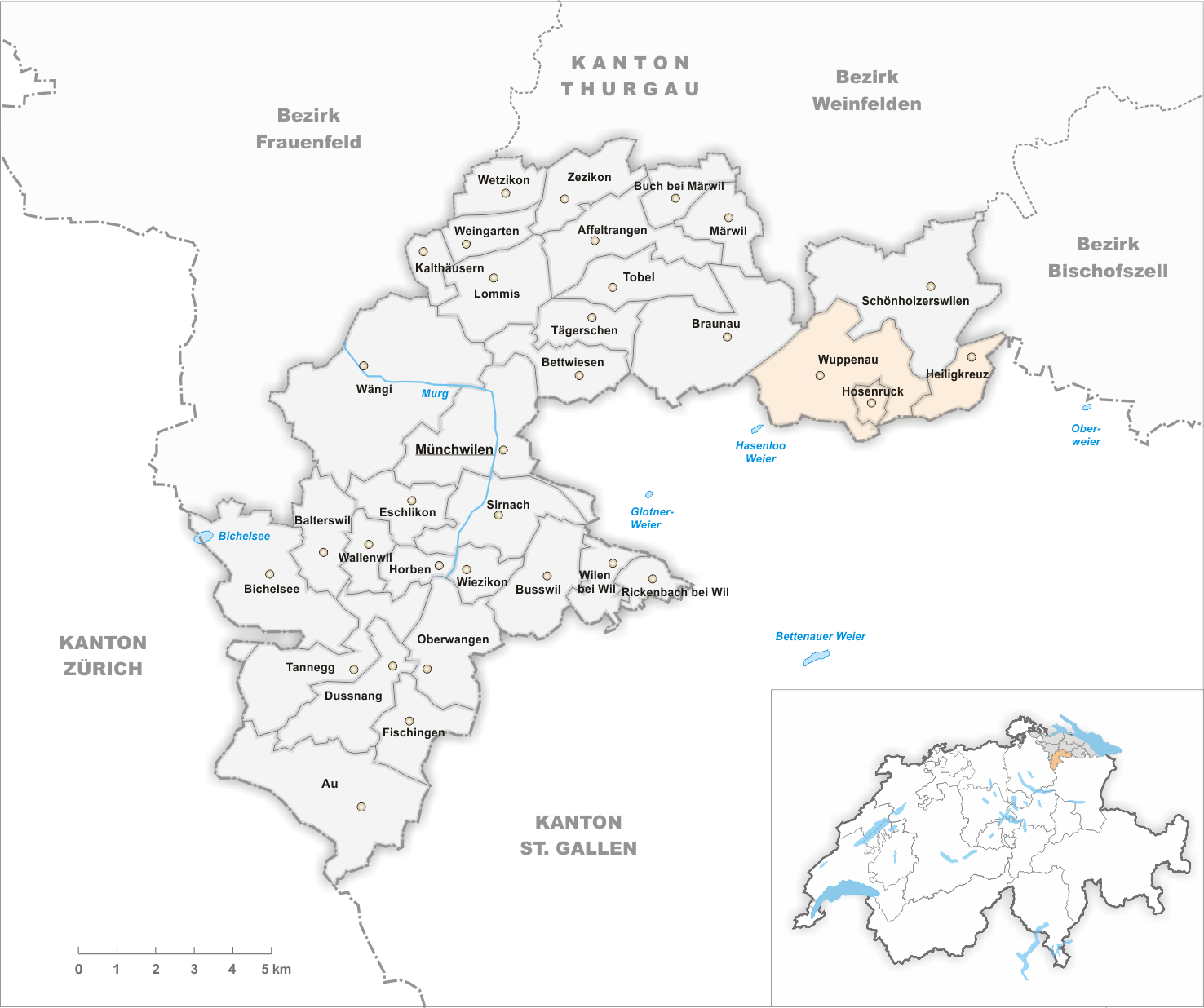
Gemeinden bis 1970
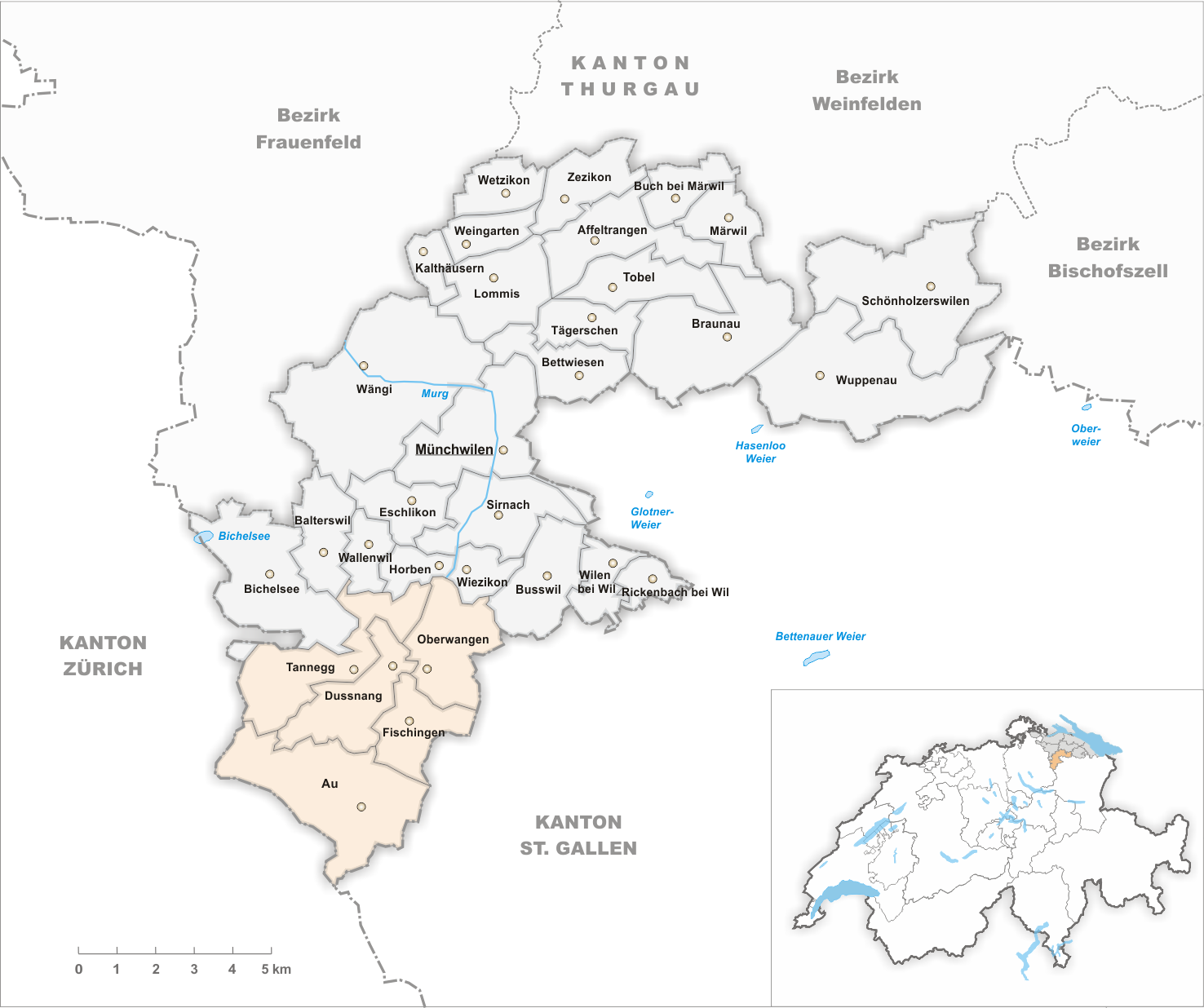
Gemeinden bis 1971
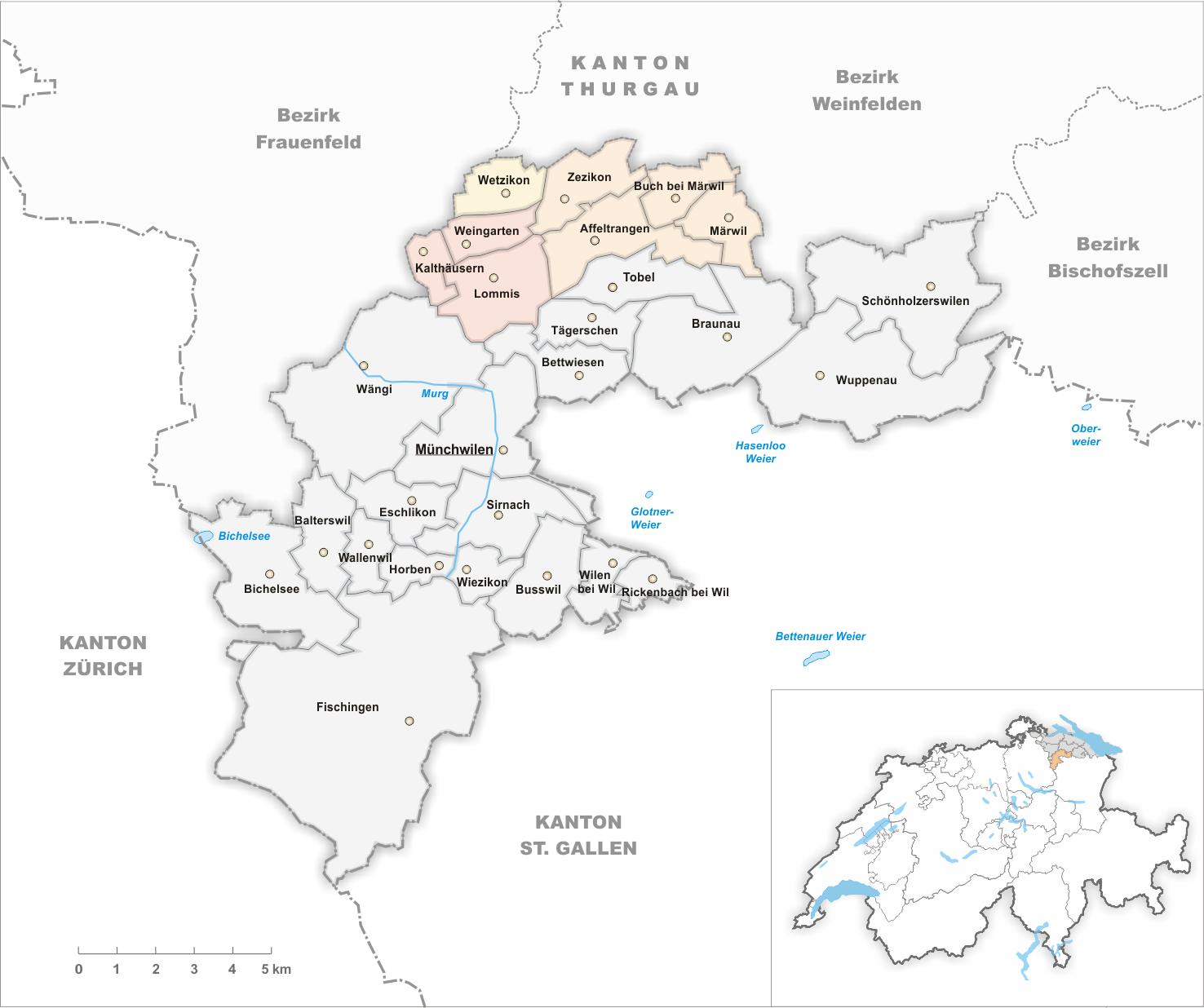
Gemeinden bis 1994
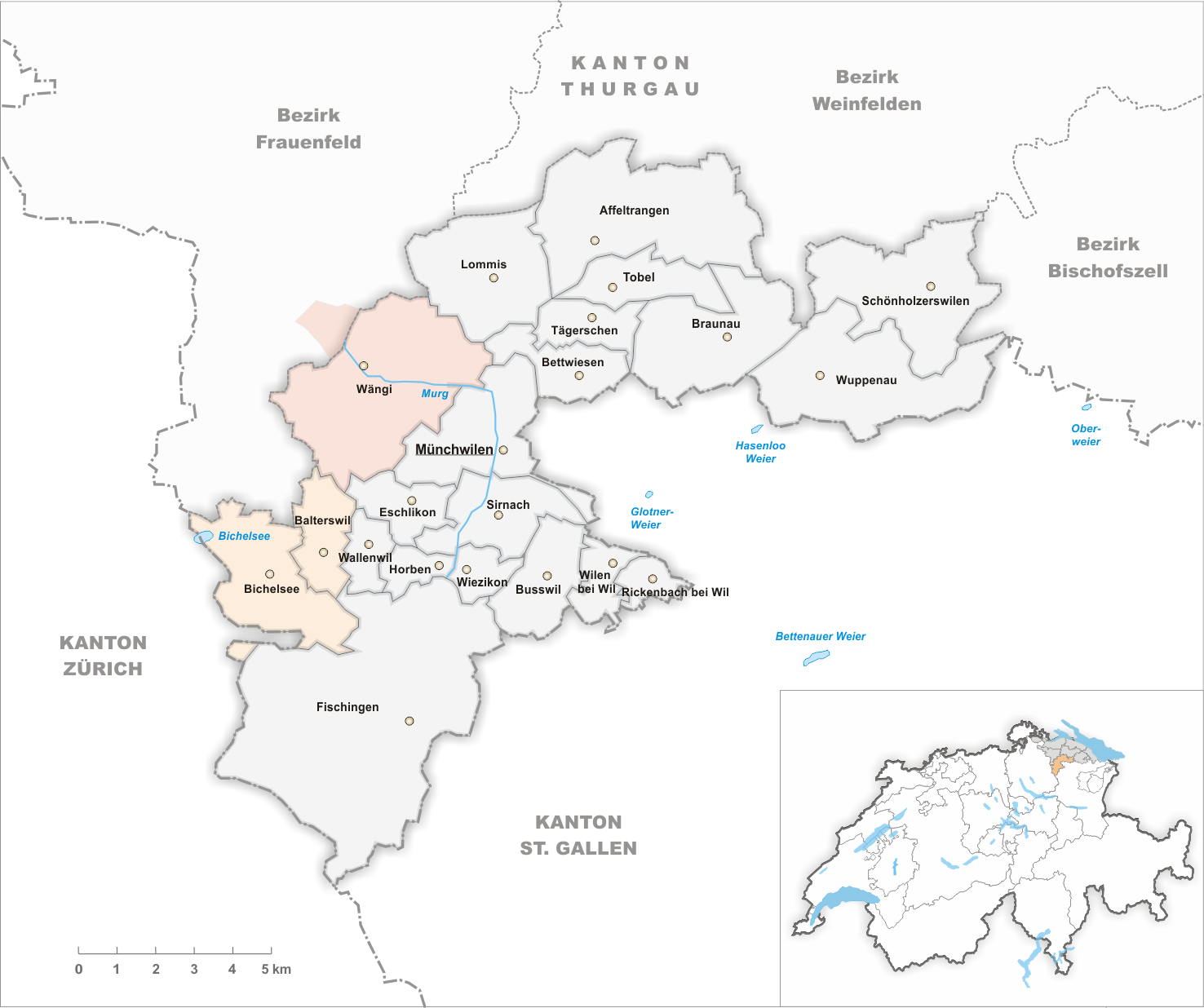
Gemeinden bis 1995
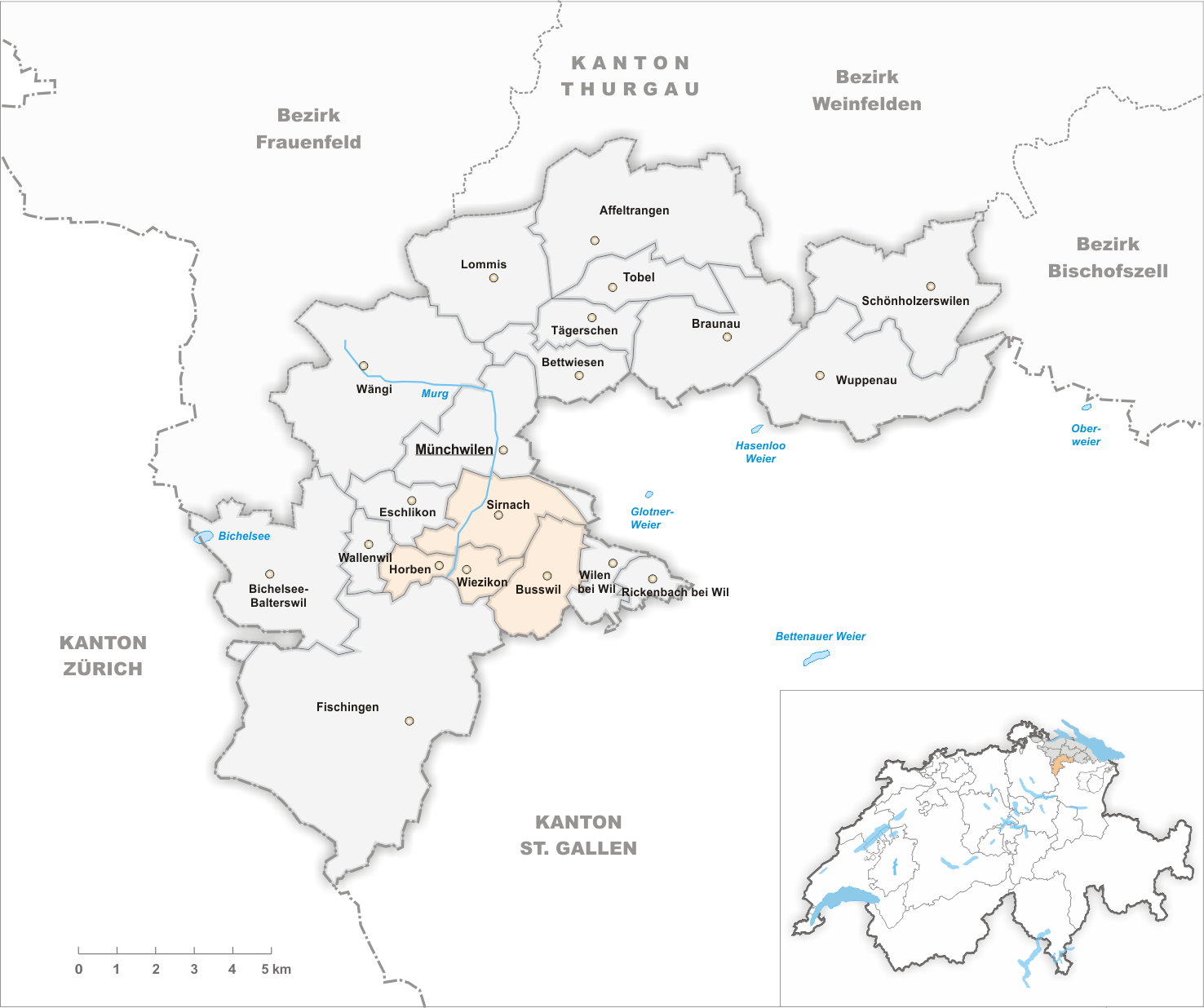
Gemeinden bis 1996
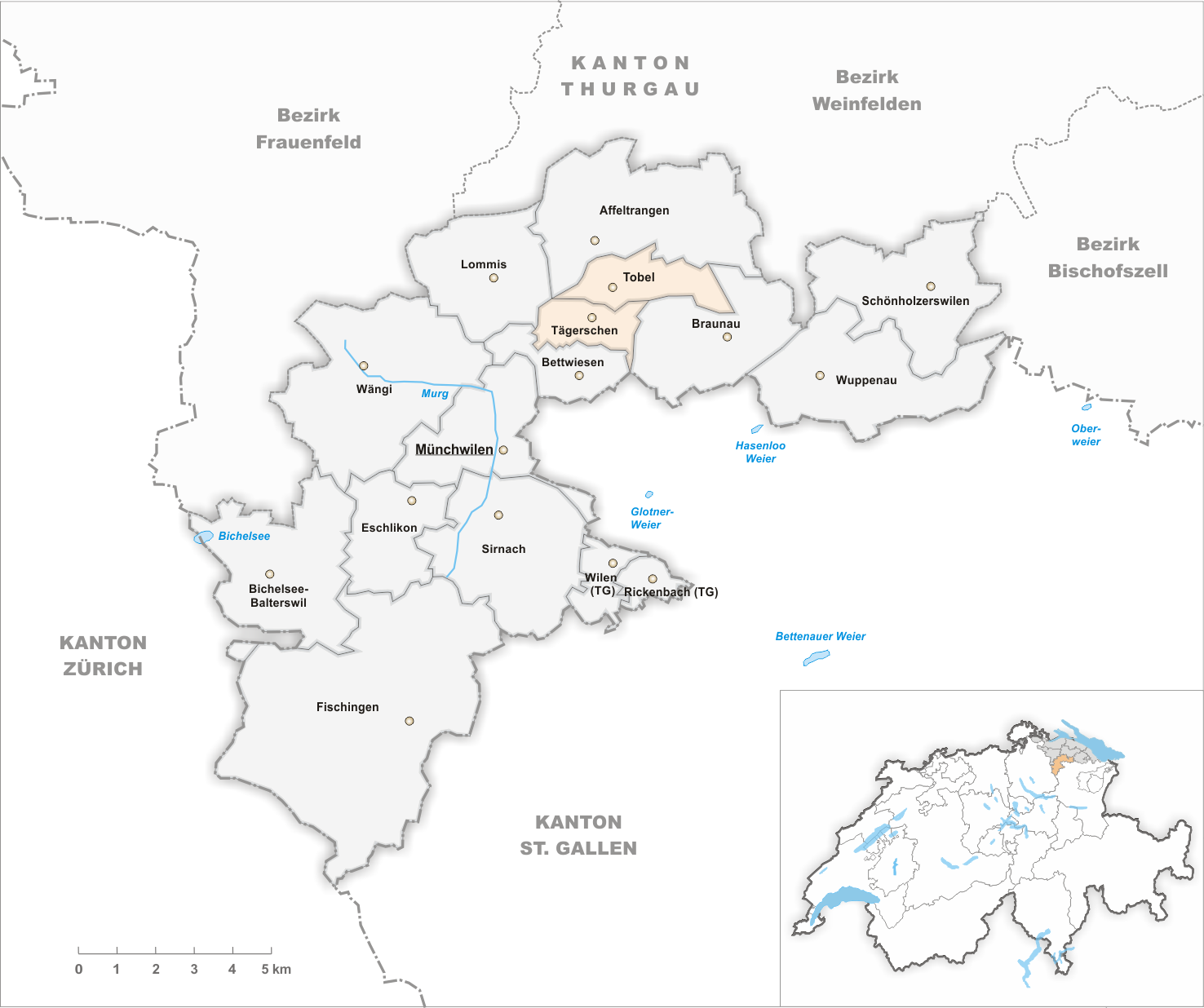
Gemeinden bis 1998
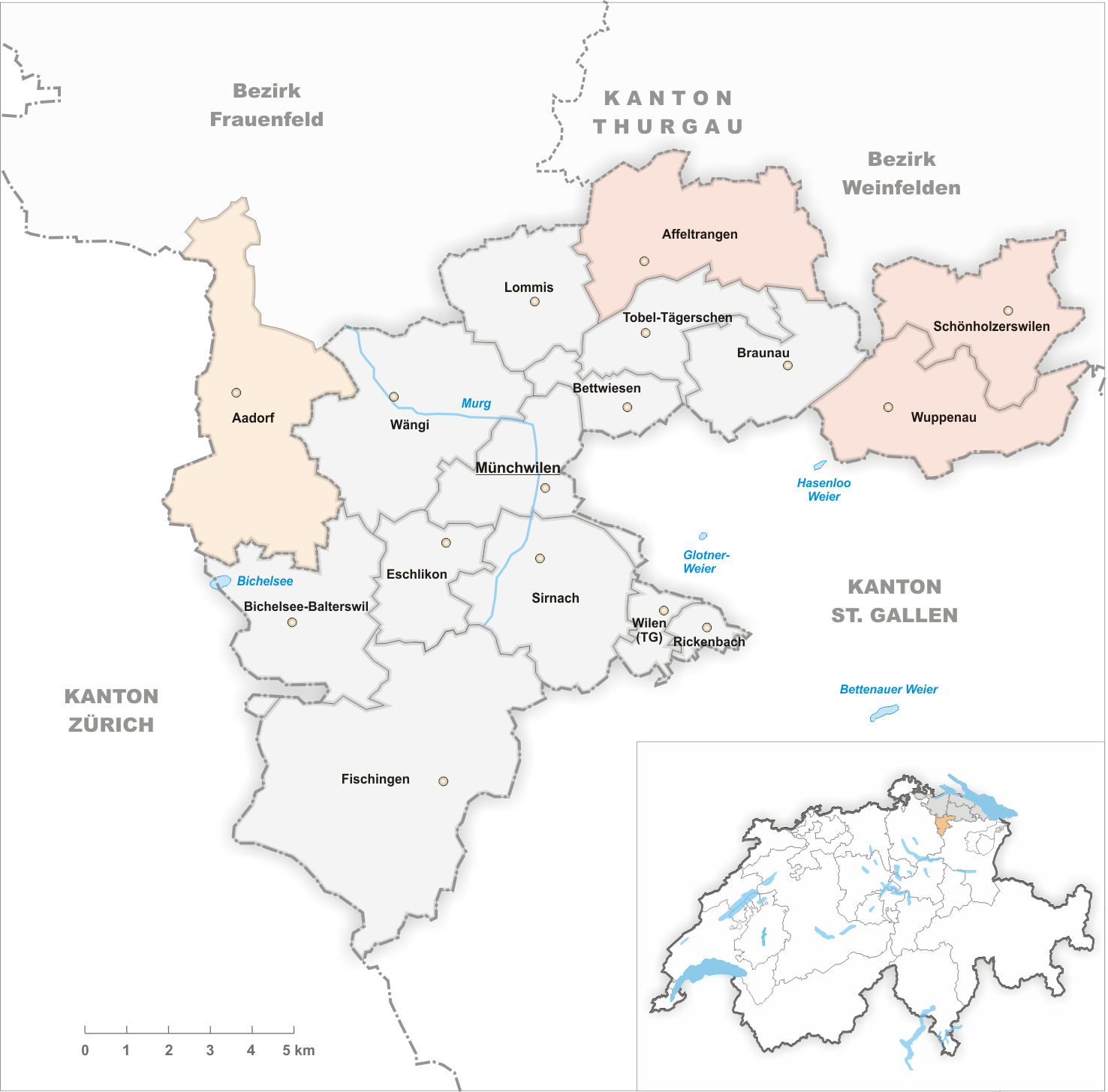
Gemeinden bis 2010

- 1871: Fusion Holzmannshaus und Oberhofen bei Münchwilen  →  Oberhofen bei Münchwilen

- 1950: Fusion Münchwilen, Oberhofen bei Münchwilen und St. Margarethen →  Münchwilen

- 1953: Namensänderung von Buch bei Affeltrangen →  Buch bei Märwil

- 1964: Fusion Schönholzerswilen und Toos  →  Schönholzerswilen

- 1969: Fusion Anetswil, Krillberg, Tuttwil und Wängi  →  Wängi

- 1971: Fusion Heiligkreuz, Hosenruck und Wuppenau  →  Wuppenau

- 1972: Fusion Au, Dussnang, Fischingen, Oberwangen und Tannegg  →  Fischingen

- 1995: Fusion Affeltrangen, Buch bei Märwil, Märwil und Zezikon  →  Affeltrangen
- 1995: Fusion Kalthäusern, Lommis und Weingarten  →  Lommis
- 1995: Fusion Lustdorf, Thundorf und Wetzikon  →  Thundorf

- 1996: Fusion Balterswil und Bichelsee →  Bichelsee-Balterswil
- 1996: Fusion der Ortsteile Heiterschen und Jakobstal von Wittenwil und Wängi →  Wängi

- 1997: Fusion Busswil, Horben, Sirnach und Wiezikon →  Sirnach
- 1997: Fusion Eschlikon und Wallenwil →  Eschlikon

- 1999: Fusion Tägerschen und Tobel →  Tobel-Tägerschen

- 2011: Bezirkswechsel Aadorf vom Bezirk Frauenfeld → Bezirk Münchwilen
- 2011: Bezirkswechsel Affeltrangen, Schönholzerswilen und Wuppenau vom Bezirk Münchwilen → Bezirk Weinfelden